# Noodle

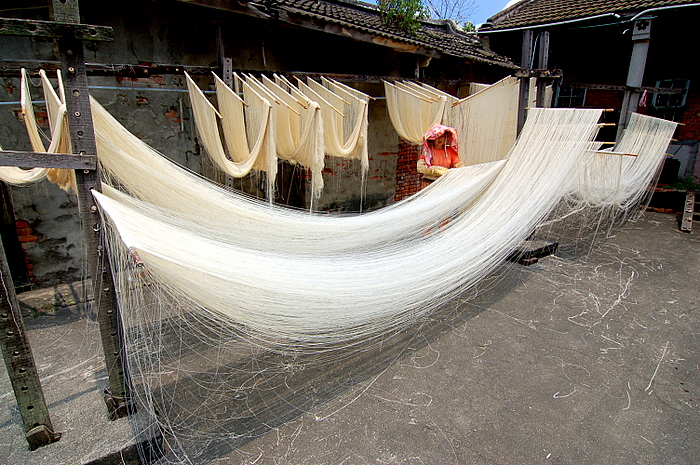
Secagem de macarrão em Lukang, Taiuã

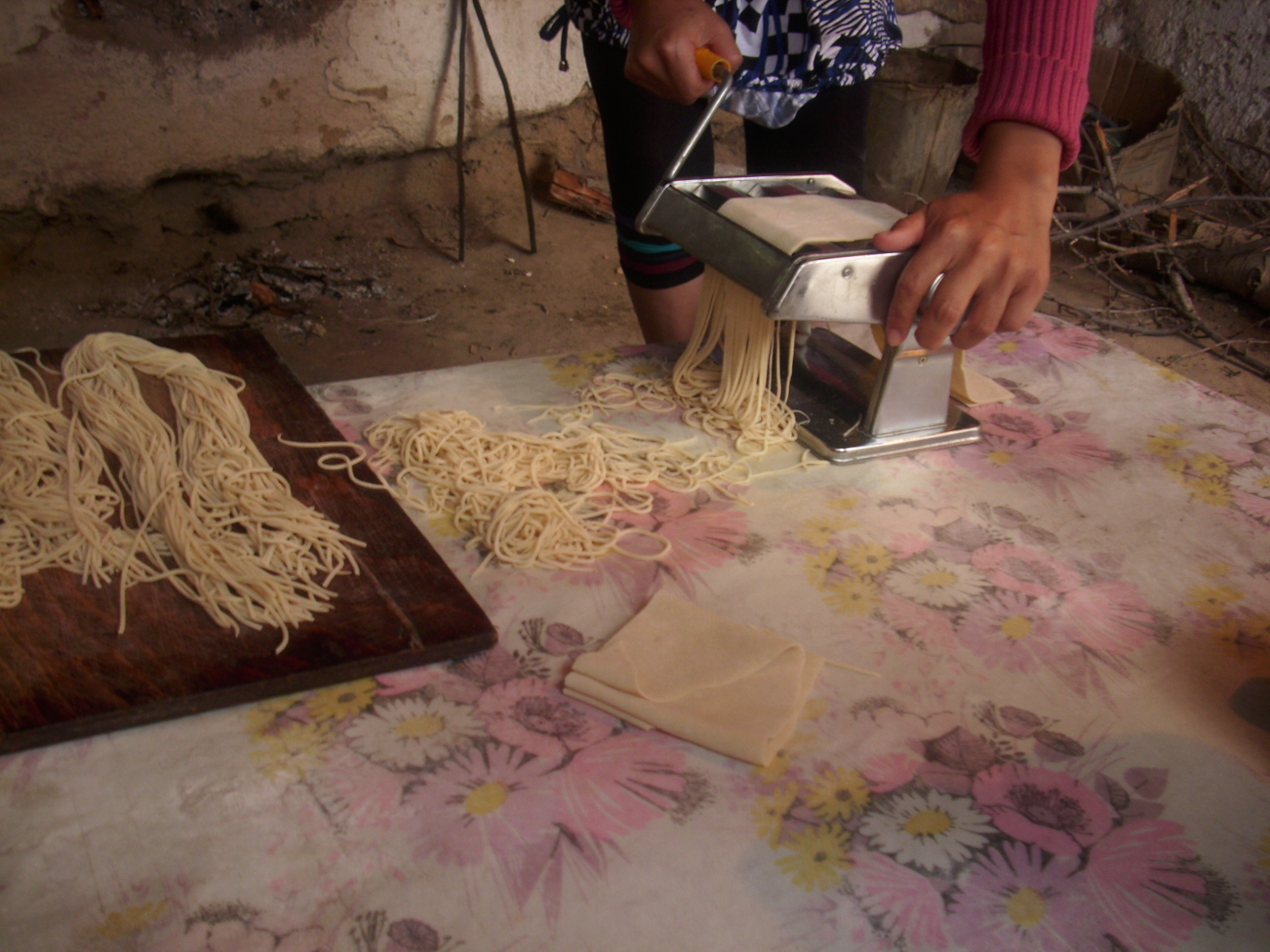
Fazendo macarrão com besh barmak usando um cortador de macarrão

Noodle ou fita(português de Macau) é uma preparação de massa em forma de fita. O macarrão geralmente é feito de massa sem fermento feita de trigo ou arroz, mas o feijão-mungo e outros cereais e leguminosas também são usados. O noodle é cozido fervendo em água ou caldo ou em sopas. Noodle é especialmente parte da cultura alimentar asiática. Eles são usados na China há mais de quatro mil anos.
O noodle é vendido em pequenas embalagens de plástico que podem ser usadas para fazer uma refeição rapidamente. Noodles geralmente vêm com um tempero ou óleo ou ambos. Cerca de 28-87% do conteúdo energético do macarrão é composto por Carboidratos. Devido ao seu baixo preço e preparação rápida, o noodle é popular entre os alunos, entre outros.[carece de fontes?]